# Deiveson Figueiredo
Deiveson Alcântara Figueiredo (ur. 18 grudnia 1987 w Soure) – brazylijski zawodnik mieszanych sztuk walki wagi muszej oraz koguciej. Były mistrz UFC w wadze muszej.

## Życiorys
Urodził się w Soure, w stanie Pará, w Brazylii, w małym miasteczku na wyspie Marajó. Jego ojciec był pasterzem bawołów, który uprawiał luta marajoara, lokalny ludowy styl zapaśniczy. Ma młodszą siostrę i brata Francisca, który również jest zawodnikiem mieszanych sztuk walki, związanym z UFC. Był kowbojem, do trzynastego roku życia pracował z ojcem na farmie zwierząt. W wieku około dziewięciu lat poszedł w ślady ojca i zaczął uprawiać zapasy. Później przeprowadził się do Belém, gdzie uczęszczał do szkoły średniej i rozpoczął treningi capoeiry. Zaczął trenować MMA po tym jak w wieku szesnastu lat poznał Iuri Marajo.

## Kariera MMA

### Wczesna kariera
W zawodowym MMA zadebiutował w lutym 2012 roku przeciwko Aluisio Ferreirze. Walkę wygrał przez poddanie w pierwszej rundzie. W swoich kolejnych sześciu walkach walczył w Pará i Maranhão MMA, głównie z debiutantami, z Davidem Silvą i Joelem Silvą.
Pod koniec 2014 roku podpisał kontrakt z Jungle Fight i zadebiutował w tej organizacji podczas 75 edycji tej gali przeciwko Raynerowi Silvie. Wygrał walkę przez TKO w drugiej rundzie.
Następnie miał walczyć z Jefte Brilhante podczas Revelation FC 3, ale walka została później odwołana. Miał także walczyć z Henrique Souzą na gali Revelation FC 4, ale i ta walka została później odwołana.
Po siedemnastomiesięcznej przerwie od sportu zawalczył z Antônio de Mirandą podczas gali Jungle Fight 87. Pokonał swojego rodaka przez poddanie w połowie pierwszej rundy. Ponownie walczył cztery miesiące później, podczas Jungle Fight 90, z niepokonanym Denisem Oliveirą. Pokonał on Oliveirę przez nokaut w pierwszej rundzie.

### UFC
W największej amerykańskiej organizacji zadebiutował 3 czerwca 2017 roku na UFC 212, mierząc się z Marco Beltránem. Walkę wygrał przez TKO (przerwanie przez narożnik) po drugiej rundzie.
W kolejnej walce, którą stoczył 28 października 2017 roku na gali UFC Fight Night: Brunson vs. Machida zmierzył się przeciwko Jarredowi Brooksowi. Walkę wygrał przez niejednogłośną decyzję.
3 lutego 2018 roku stoczył walkę z niepokonanym dotąd Josephem Moralesem na gali UFC Fight Night: Machida vs. Anders. Walkę wygrał przez techniczny nokaut w drugiej rundzie.
25 sierpnia 2018 roku na gali UFC Fight Night 135 zmierzył się z Johnem Moragą. Walkę wygrał przez techniczny nokaut po 3 minutach i 8 sekundach w drugiej rundzie.
19 stycznia 2019 roku na gali UFC Fight Night 143 miał zmierzyć się z Josephem Benavidezem. Organizacja jednak sprecyzowała plany, informując, że pojedynek nie odbędzie się, a Figueiredo zostanie rozpisany na osobne wydarzenie.
Na gali UFC Fight Night 148, która odbyła się 23 marca 2019 roku przegrał jednogłośną decyzją sędziów ze swoim rodakiem, Jussierem Formigą. Była to jego pierwsza zawodowa porażka.
27 lipca 2019 roku na UFC 240 doszło do jego walki z Alexandre Pantoją. Walkę przez jednogłośną decyzję sędziów. Walka ta przyniosła mu nagrodę w postaci bonusu za walkę wieczoru.
W dniu 12 października 2019 roku na gali UFC on ESPN+ 19 pokonał Time’a Elliotte przez poddanie w pierwszej rundzie.

#### Mistrz wagi muszej
29 lutego 2020 roku na wydarzeniu UFC on ESPN+ 27 zmierzył się z Josephem Benavidezem o wakujący tytuł mistrza wagi muszej UFC. Na ważeniu ważył powyżej limitu, w rezultacie stracił 30 procent swojej gaży na rzecz rywala i nie był uprawniony do zdobycia mistrzostwa. Pomimo braku wagi wygrał walkę przez TKO w drugiej rundzie. W późniejszym czasie ogłoszono, że do pojedynku musiał zrzucić 11 kilogramów. Podobno cierpiał na bóle nerek i żołądka, gdy jego drużyna kazałą mu zaprzestać zbijania wagi. Stwierdził, że chciałby dać Josephowi Benavidezowi rewanż, ponieważ Benavidez dał mu szansę walki, gdy ten nie zrobił wagi przed ich pojedynkiem.
Na UFC Fight Night 172 w dniu 19 lipca 2020 roku doszło do rewanżu obu zawodników, którego stawką ponownie było wakujące mistrzostwo UFC w wadze muszej. W dniu 11 lipca 2020 u Figueiredo stwierdzono pozytywny wynik testu na obecność COVID-19. Według jego menadżera, walka nie została jeszcze oficjalnie odwołana, a Brazylijczyk został poddany drugiemu testowi, którego wynik miał wrócić 13 lipca 2020 roku, aby ustalić, czy może walczyć. W międzyczasie przeszedł wiele innych testów i ostatecznie został dopuszczony do walki w głównym terminie. Pojedynek zwyciężył przez techniczne poddanie w pierwszej rundzie, stając się nowym mistrzem. Zwycięstwo to przyniosło mu nagrodę w postaci bonusu za występ wieczoru.
W pierwszej walce ze swojego nowego kontraktu z UFC, miał stoczyć swoją pierwszą obronę tytułu przeciwko byłemu mistrzowi UFC w wadze piórkowej Cody’emu Garbrandtowi, w terminie 21 listopada 2020 roku na UFC 255. 2 października 2020 roku poinformowano, że Garbrandt naderwał biceps i musiał wycofać się z walki. Zamiast tego obronił swój pierwszy tytuł w walce z Alexem Perezem, którego poddał duszeniem gilotynowym w pierwszej rundzie.
Po pierwszej udanej obronie tytułu, skrzyżował rękawice na gali UFC 256 z nowym rywalem, którym został Brandon Moreno. Była to najszybsza w UFC mistrzowska rotacja, trwająca 21 dni. Po pięciu rundach batalii sędziowie punktowi ogłosili większościowy remis. Figueiredo został odjęty punkt przez sędziego w 3. rundzie za niski cios: faul okazał się kluczowy, gdyż zmienił dwie karty punktowe 48-47 na jego korzyść w równe 47-47, a trzeci sędzia widział walkę 48-46 dla mistrza. Obaj panowie otrzymali bonus za walkę wieczoru.

#### Utrata tytułu i drugie panowanie
Do rewanżu obu zawodników doszło 12 czerwca 2021 roku na UFC 263. Brazylijczyk tym razem musiał uznać wyższość rywala, zostając poddanym w trzeciej rundzie i tracąc tytuł.
W trzeciej walce z Moreno, która miała miejsce 22 stycznia 2022 roku na UFC 270, po świetnym boju na pełnym dystansie odzyskał tytuł mistrza wagi muszej, stając się dwukrotnym mistrzem UFC tej kategorii wagowej. Brazylijsko-meksykańskie starcie ponownie zostało nagrodzone bonusem w kategorii walka wieczoru. 
21 stycznia 2023 roku na gali UFC 283 doszło do czwartej walki między zawodnikami o niekwestionowane mistrzostwo UFC w wadze muszej. Był to pierwszy raz w historii UFC, kiedy dwóch zawodników walczyło ze sobą po raz czwarty. Figueiredo przegrał walkę przez TKO i stracił tytuł, kiedy to przed czwartą rundą lekarz na ringu przerwał walkę z powodu jego niezdolności do jej kontynuowania. 

#### Walki w wadze koguciej
Figueiredo po porażce z ostatniej porażce z Meksykaninem ogłosił przejście do wagi koguciej. W debiucie w nowej kategorii 2 grudnia 2023 na gali UFC Fight Night: Dariush vs. Tsarukyan zmierzył się z Robem Fontem. Zwyciężył jednogłośnie na punkty. 
13 kwietnia 2024 roku na jubileuszowej gali UFC 300 w Las Vegas stoczył walkę z byłym mistrzem UFC wagi koguciej, Codym Garbrandtem. W pojedynku otwierającym wydarzenie zwyciężył przez poddanie pod koniec drugiej rundy. 
Podczas gali UFC Fight Night: Nurmagomedov vs. Sandhagen, która odbyła się 3 sierpnia 2024 w Abu Zabi doszło do jego walki z Marlonem Verą. Figueiredo zwyciężył jednogłośnie na kartach puntkowych. 
23 listopada 2024 w walce wieczoru gali UFC Fight Night: Yan vs. Figueiredo w chińskim Makau zmierzył się z byłym mistrzem wagi koguciej, Piotrem Janem. Przegrał jednogłośną decyzją sędziów (3 x 50-45). 
3 maja 2025 w walce wieczoru gali UFC Fight Night: Sandhagen vs. Figueiredo, skrzyżował rękawice z byłym pretendentem do tymczasowego tytułu UFC wagi koguciej, Corym Sandhagenem. Przegrał w drugiej rundzie przez kontuzję nogi. 

## Osiągnięcia

### Mieszane sztuki walki
- Ultimate Fighting Championship
  - 2020-2021: Mistrz UFC w wadze muszej
  - Najszybsze poddanie w historii dywizji muszej w UFC (1:57)
  - 2020: Tytuł Zawodnik roku
  - 2022-2023: Mistrz UFC w wadze muszej[42]

### Brazylijskie jiu-jitsu
- Mistrz Brazylijskiego Jiu-jitsu z północno-wschodniej Brazylii

## Lista zawodowych walk MMA
| Wynik     | Bilans | Przeciwnik (bilans przed walką) | Rozstrzygnięcie                                                     | Runda | Czas | Rozgrywki                                   | Data       | Miejsce              | Uwagi |
| --------- | ------ | ------------------------------- | ------------------------------------------------------------------- | ----- | ---- | ------------------------------------------- | ---------- | -------------------- | --- |
| Przegrana | 24-5-1 | Cory Sandhagen (17-5)           | TKO (kontuzja kolana)                                               | 2     | 4:08 | UFC Fight Night: Sandhagen vs. Figueiredo   | 03.05.2025 | Des Moines           | Main Event |
| Przegrana | 24-4-1 | Piotr Jan (17-5)                | Decyzja (jednogłośna)                                               | 5     | 5:00 | UFC Fight Night: Yan vs. Figueiredo         | 23.11.2024 | Makau                | Main Event |
| Wygrana   | 24-3-1 | Marlon Vera (23-9-1)            | Decyzja (jednogłośna)                                               | 3     | 5:00 | UFC Fight Night: Nurmagomedov vs. Sandhagen | 03.08.2024 | Abu Zabi             | |
| Wygrana   | 23-3-1 | Cody Garbrandt (14-5)           | Poddanie (duszenie zza pleców)                                      | 2     | 4:02 | UFC 300                                     | 13.04.2024 | Las Vegas            | |
| Wygrana   | 22-3-1 | Rob Font (20-7)                 | Decyzja (jednogłośna)                                               | 3     | 5:00 | UFC Fight Night: Dariush vs. Tsarukyan      | 02.12.2023 | Austin               | Przejście do wagi koguciej. |
| Przegrana | 21-3-1 | Brandon Moreno (20-6-2)         | TKO (niezdolność do kontynuowania walki - przerwanie przez lekarza) | 3     | 5:00 | UFC 283                                     | 21.01.2023 | Rio de Janeiro       | Stracił pas mistrzowski UFC w wadze muszej. Main Event                                                                                       |
| Wygrana   | 21-2-1 | Brandon Moreno (19-5-2)         | Decyzja (jednogłośna)                                               | 5     | 5:00 | UFC 270                                     | 22.01.2022 | Anaheim              | Zdobył pas mistrzowski UFC w wadze muszej. Bonus za walkę wieczoru. Co-Main Event                                                            |
| Przegrana | 20-2-1 | Brandon Moreno (18-5-2)         | Poddanie (duszenie zza pleców)                                      | 3     | 2:26 | UFC 263                                     | 12.06.2021 | Glandale             | Stracił pas mistrzowski UFC w wadze muszej. Co-Main Event                                                                                    |
| Remis     | 20-1-1 | Brandon Moreno (18-5-1)         | Remis (większościowy)                                               | 5     | 5:00 | UFC 256                                     | 12.12.2020 | Las Vegas            | Walka o pas mistrzowski UFC w wadze muszej. Bonus za walkę wieczoru. Main Event                                                              |
| Wygrana   | 20-1   | Alex Perez (24-5)               | Poddanie (duszenie gilotynowe)                                      | 1     | 1:57 | UFC 255                                     | 21.11.2020 | Las Vegas            | Obronił pas mistrzowski UFC w wadze muszej.                                                                                                  |
| Wygrana   | 19-1   | Joseph Benavidez (28-6)         | Poddanie (duszenie zza pleców)                                      | 1     | 4:48 | UFC Fight Night: Figueiredo vs. Benavidez 2 | 19.07.2020 | Abu Zabi             | Zdobył pas mistrzowski UFC w wadze muszej. Bonus za występ wieczoru.                                                                         |
| Wygrana   | 18-1   | Joseph Benavidez (28-5)         | TKO (ciosy pięściami)                                               | 2     | 1:54 | UFC Fight Night: Benavidez vs. Figueiredo   | 29.02.2020 | Norfolk              | Walka o wakujące mistrzostwo UFC w wadze muszej. Figueiredo nie zmieścił się w wadze (127,5 lb) i stał się nieuprawniony do zdobycia tytułu. |
| Wygrana   | 17-1   | Tim Elliott (15-8-1)            | Poddanie (duszenie gilotynowe)                                      | 1     | 3:08 | UFC Fight Night: Joanna vs. Waterson        | 12.10.2019 | Tampa                | |
| Wygrana   | 16-1   | Alexandre Pantoja (21-3)        | Decyzja (jednogłośna)                                               | 3     | 5:00 | UFC 240                                     | 27.06.2019 | Edmonton             | Bonus za występ wieczoru. |
| Przegrana | 15-1   | Jussier Formiga (22-5)          | Decyzja (jednogłośna)                                               | 3     | 5:00 | UFC Fight Night: Thompson vs. Pettis        | 23.03.2019 | Nashville            | |
| Wygrana   | 15-0   | John Moraga (19-6)              | TKO (ciosy pięściami)                                               | 2     | 3:08 | UFC Fight Night: Gaethje vs. Vick           | 25.08.2018 | Nashville            | |
| Wygrana   | 14-0   | Joseph Morales (9-0)            | TKO (ciosy pięściami)                                               | 2     | 4:32 | UFC Fight Night: Machida vs. Anders         | 03.02.2018 | Belém                | |
| Wygrana   | 13-0   | Jarred Brooks (13-0)            | Decyzja (niejednogłośna)                                            | 3     | 5:00 | UFC Fight Night: Brunson vs. Machida        | 28.10.2017 | São Paulo            | |
| Wygrana   | 12-0   | Marco Beltrán (13-4)            | TKO (przerwanie przez narożnik)                                     | 2     | 5:00 | UFC 212                                     | 03.06.2017 | Río de Janeiro       | Debiut w UFC. |
| Wygrana   | 11-0   | Ricardo do Socorro (3-2)        | Poddanie (duszenie trójkątne rękoma)                                | 1     | 1:20 | Salvaterra Marajó Fight 5                   | 01.12.2016 | Salvaterra           | |
| Wygrana   | 10-0   | Denis Araujo Oliveira (11-0)    | KO (ciosy pięściami)                                                | 2     | 2:56 | Jungle Fight 90                             | 03.09.2016 | São Paulo            | |
| Wygrana   | 9-0    | Antônio de Miranda (7-5-1)      | Poddanie (duszenie gilotynowe)                                      | 1     | 2:55 | Jungle Fight 87                             | 21.05.2016 | São Paulo            | |
| Wygrana   | 8-0    | Rayner Silva (5-2)              | TKO (ciosy pięściami)                                               | 2     | 3:20 | Jungle Fight 75                             | 18.12.2014 | Belém                | |
| Wygrana   | 7-0    | João Neto Silva (0-0-1)         | TKO (ciosy pięściami)                                               | 1     | 2:18 | Coalizao Fight 4                            | 13.11.2014 | Benevides            | |
| Wygrana   | 6-0    | Joel Silva (4-2)                | KO (ciosy pięściami)                                                | 1     | 3:30 | Coalizao Fight Night                        | 07.08.2014 | Belém                | |
| Wygrana   | 5-0    | Edvaldo Junior (1-1)            | Poddanie (duszenie gilotynowe)                                      | 1     | 4:55 | Jurunense Open Fight MMA 8                  | 03.07.2014 | Belém                | |
| Wygrana   | 4-0    | Adailton Pereira (0-0)          | Decyzja (jednogłośna)                                               | 3     | 5:00 | Lago da Pedra Fight                         | 01.05.2014 | Lago da Pedra        | |
| Wygrana   | 3-0    | David Raimundo Silva (5-3)      | Poddanie (dźwignia prosta na staw łokciowy)                         | 1     | 0:53 | Jurunense Open Fight MMA 7                  | 20.03.2014 | Belém                | |
| Wygrana   | 2-0    | Jonas Ferreira (0-0)            | Poddanie (duszenie gilotynowe)                                      | 1     | 2:04 | Amazon Fight 18: Santa Izabel               | 11.08.2012 | Santa Isabel do Pará | |
| Wygrana   | 1-0    | Aluisio Ferreira (0-0)          | Poddanie (dźwignia prosta na staw łokciowy)                         | 1     | 3:02 | Knock Out Combat Icoaraci 3                 | 17.02.2012 | Belém                | |

## Życie prywatne
W przeszłości pracował jako murarz, fryzjer i kucharz sushi, zanim zaczął zawodowo startować w MMA. 
Po okresie pracy w Team Alpha Male, Deiveson powrócił do rodzinnej Brazylii i założył klub Team Figueiredo w Belém.